# Eacles tyrannus
Eacles tyrannus är en fjärilsart som beskrevs av Max Wilhelm Karl Draudt 1930. Eacles tyrannus ingår i släktet Eacles och familjen påfågelsspinnare. Inga underarter finns listade i Catalogue of Life.